# KVC Itna Itterbeek
KVC Itna Itterbeek was een Belgische voetbalclub uit Itterbeek. De club was aangesloten bij de KBVB met stamnummer 5636 en had rood-zwart als kleuren. Anno 2021 bestond de club uit een eerste ploeg en een reserveploeg. Het seizoen 2021-2022 was het laatste seizoen waarin de club als hoedanigheid bestond. Vanaf het daaropvolgende seizoen zou de club officieel in fusie gaan met de voetbalclub Bodegem Kapelle United (BOKA). De jeugdelftallen van de club hebben hun onderdak reeds gevonden bij Bodegem-Kapelle United. Itterbeek speelde in de provinciale reeksen. De club speelde in zijn geschiedenis één jaar in de nationale reeksen.

## Geschiedenis
Voetbalclub VC ITNA werd opgericht op 17 juni 1949. Men stichtte de ploeg om de plaatselijke jeugd 's zondags een ontspanning te verschaffen en om iedereen uit alle wijken te verenigen. De naam ITNA werd gevormd door de eerste lettergreep van Itterbeek en de laatste van Sint-Anna(-Pede). Van 1949 tot 1951 voetbalde men in het Koninklijke Belgische Liefhebbersverbond, waar een 30-tal ploegen aangesloten waren. Thuiswedstrijden werden gespeeld op een terrein in de Herdebeekstraat. Men speelde in rode trui en zwarte broek, wat tot op heden nog steeds de clubkleuren zijn. In 1950 maakte men al uitstappen naar clubs in het buitenland (Parijs), met name US Clichy en US Malakoff (Stade Marcel Cerdan).
In 1952 stapte VC Itna over naar de Koninklijke Belgische Voetbalbond (KBVB). In 1953 startte de club ook voor het eerst met een scholierenploeg. In 1965 startte men met de cadetten werd en in 1966 met de miniemen. Vanaf het jaar 1954 werden er bals, tombola's, Vlaamse kermissen, mossel- frietkermissen en cabaretavonden georganiseerd om wat geld in de kas te krijgen.
Het 10-jarig bestaan van de club werd gevierd op Pasen 29 maart 1959 met een match tegen de Engelse ploeg Foley Sports. In 1960/61 werd Itna kampioen in Derde Provinciale. Sportief draaide de ploeg in 1962 minder goed. Er werd wel een nieuwe kleedkamer opgetrokken en in het daaropvolgende jaar sloot men een lening af om de bouw van de kantine te financieren. Het bedrag werd door de brouwerij Goossens voorgeschoten. De club bestelde als wederdienst haar dranken voor de kantine bij deze brouwerij.
De seizoenen 1963/64 en 1964/65 waren voor Itna gloriejaren want onder trainer J. Valet, een oud-speler van RSC Anderlecht, speelde de club tweemaal kampioen. Voor het eerst promoveerde de club zo in 1965 naar de nationale Vierde Klasse. Men werd zo de hoogst uitkomende ploeg van het Pajottenland. Het zou echter bij dit ene seizoen in Vierde blijven. VC Itna Itterbeek eindigde als 14de op 16 clubs en degradeerde na een seizoen weer. Op het einde van het seizoen verlieten verschillende spelers en de trainer de club en het hoogtepunt was voorbij.
Op 16 maart 1967 (publicatie Belgisch Staatsblad) werd de club als feitelijke vereniging statutair omgevormd tot een vzw. Het voetbalveld werd heraangelegd en er kwam een staantribune. Financieel bleef de club het moeilijk hebben en ook in de daaropvolgende seizoenen waren de sportieve prestaties minder succesvol. Er volgden drie degradaties.
Het seizoen 1977/78 speelde men in Vierde Provinciale, het allerlaagste niveau. Hoe steil de opgang was gebeurd, even snel was de club helemaal onderaan beland. Uiteindelijk werd daar opnieuw de kampioenstitel behaald. Itna speelde daarna twee seizoenen in Derde Provinciale, maar kon niet verder terug opklimmen en kwam in seizoen 1980/81, opnieuw in Vierde Provinciale.
Met de jaren werden vlak bij Itna nog twee plaatselijke voetbalclubs opgericht, namelijk de feitelijke vereniging FC Pede in het gehucht Sint-Gertrudis-Pede en de vzw FC Koeivijver-Dilbeek in het gehucht Koeivijver. Beide clubs besloten op 2 april 1997 zich te verenigen onder de naam Verbroedering Koeivijver-Pede (vzw), afgekort VK Pede, met stamnummer 9086.
Na 18 jaar speelde de eerste ploeg van Itna tijdens het seizoen 1998/99, nog steeds in Vierde Provinciale. In 1999 vierde men het 50-jarig bestaan gevierd van de club. De club werd koninklijk en heette voortaan KVC Itna Itterbeek. Na een tweede plaats in de competitie in 2003/04, slaagde men er via de eindronde, toch in te promoveren naar Derde Provinciale.
Omdat het steeds moeilijker werd voldoende vrijwilligers te vinden voor organisatie en bestuur besloot de club in mei 2005 om een fusie aan te gaan met Verbroedering Koeivijver-Pede. De naam KVC Itna Itterbeek werd niet gewijzigd en bleef behouden uit respect voor de oudste voetbalclub in Groot-Dilbeek en behield ook stamnummer 5636.
Na een periode van sportieve ups en downs werd een nieuw bestuur ingesteld, wat zorgde voor een nieuwe wind binnen de club voor zowel het jeugd- als volwassenvoetbal. Daarenboven werd er de eerste jaren een groot aantal nieuwe spelers aangetrokken om voor sportieve stabiliteit te zorgen. Deze investeringen vertaalden zich in het seizoen 2019-2020. Een promotie naar 3de provinciale werd geforceerd na het vervroegd stilleggen van de competitie omwille van de COVID-19 pandemie. Het daarop volgende seizoen stond nog steeds in teken van COVID-19 en werd zonder einduitslag ook vervroegd stilgelegd. 
Tijdens deze woelige COVID-periode werd er gezocht naar een duurzame oplossing voor de club. Enkele fusiemogelijkheden werden op tafel gelegd, waaruit de fusie met Bodegem-Kapelle United als beste voor de club naar voren kwam. In onderling overleg werd beslist om de jeugdploegen van KVC Itna Itterbeek reeds met onmiddellijke ingang te laten versmelten met de jeugdploegen van Bodegem-Kapelle United. Voor de eerste en reserveploeg werd voor het seizoen 2021-2022 een alternatief geconstrueerd. Een combinatie van vier spelers van de volwassenploegen van KVC Itna Itterbeek samen met de voorzitters van Bodegem Kapelle United vormen het nieuwe bestuur van de club voor het seizoen 2021-2022.
 
Dit gaf de club de opportuniteit om de fusie in alle rust te organiseren, maar bovenal gaf dit de mogelijkheid om op een eervolle wijze afscheid te kunnen nemen van de oudste voetbalclub in Groot-Dilbeek. Dit laatste seizoen van de club werkte ze af  in 3de provinciale.